# 1166 Avenue of the Americas
1166 Avenue of the Americas, auch bekannt als International Paper Building, ist ein Wolkenkratzer in Manhattan in New York City.

## Beschreibung
Der Büroturm steht an der Avenue of the Americas (Sixth Avenue) zwischen der West 45th und 46th Street im Herzen von Midtown Manhattan. Er ist ein Block vom Times Square im Westen und jeweils drei Blocks vom Bryant Park im Süden und dem Rockefeller Center im Norden entfernt.
Der Wolkenkratzer wurde von Skidmore, Owings and Merrill entworfen und bis 1974 erbaut. Er ist 182,9 Meter hoch und hat 44 Etagen. An der Ostseite trennt der von der 45th bis zur 46th Street reichende öffentliche Park „MMC Plaza“ das Bürohochhaus von den anderen Gebäuden des Blocks. Der 1983 eröffnete Park bietet eine ruhige grüne Oase mit vielen Sitzgelegenheiten mitten im Rockefeller District.
1977 kauften die New York Telephone Company und die Teachers Insurance and Annuity Association – College Retirement Equities Fund (TIAA) nach einigen Jahren des Leerstands und einer im Dezember 1976 erfolgten Zwangsversteigerung den Wolkenkratzer. 1979 mietete sich International Paper als Hauptmieter in das Gebäude ein. Aktuell ist der Eigentümer der Etagen 2–21 Edward J. Minskoff Equities (EJME), die anderen Etagen sind im Besitz von Marsh & McLennan Companies. Im Jahr 2018 haben EJME und Gensler eine Neugestaltung der Lobby abgeschlossen. Dort stehen jetzt eine monumentale Skulptur des zeitgenössischen Künstlers KAWS und zwei klassische Wandteppiche des Pop-Künstlers Roy Lichtenstein. Das Bürohochhaus ist neben weiteren Mietern der Hauptsitz der Marsh & McLennan Companies, der Penton Company, dem Hedgefonds-Unternehmen D. E. Shaw & Co. und der Investmentbank William Blair & Company.

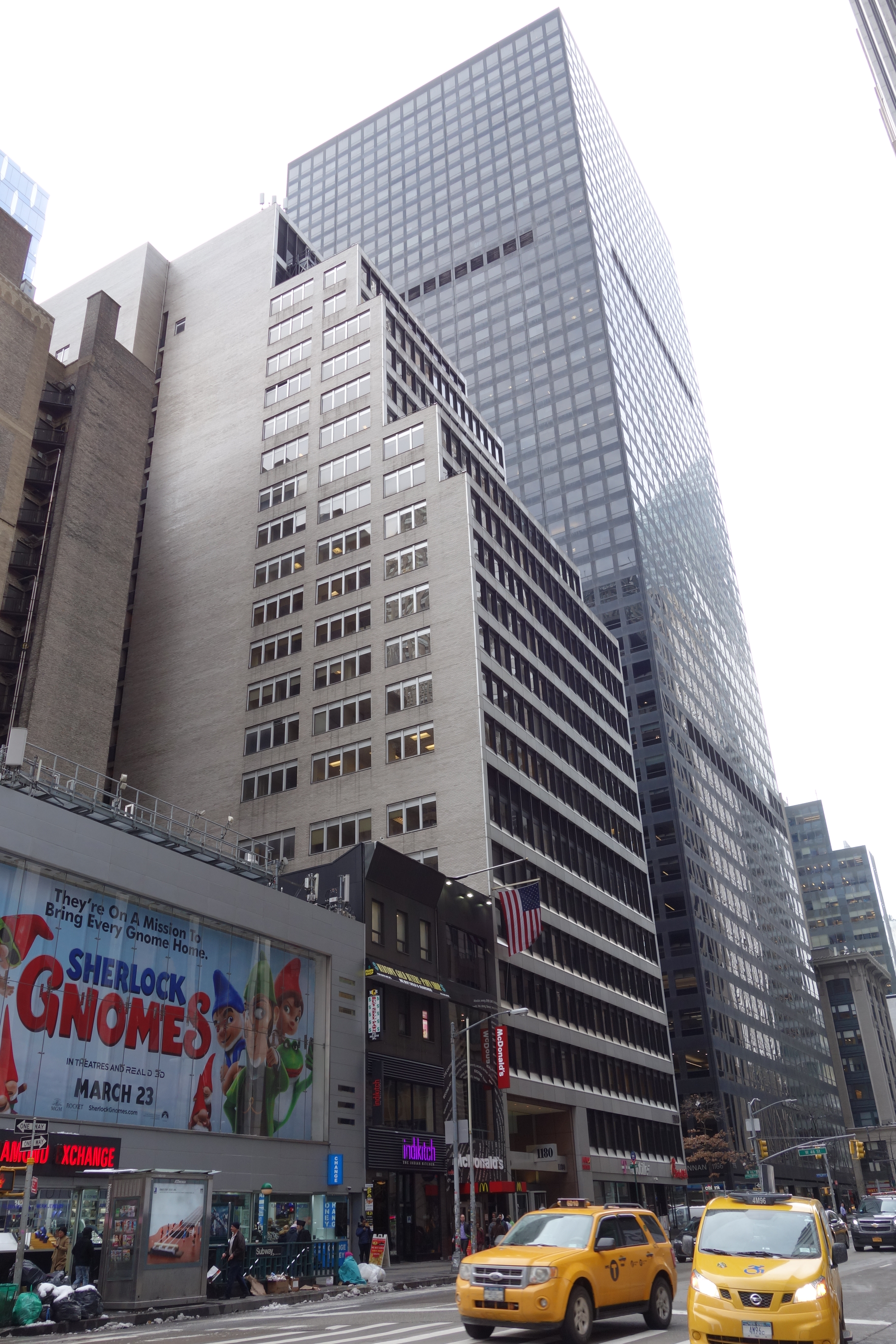
Blick von Norden auf 1166 Avenue of the Americas im Jahr 2018